# Добривоје Страњаковић
Добривоје Страњаковић (Чачак, 1890 – Београд, 1945) је био свештеник Српске православне цркве, намесник цркве Свете Тројице у Горњем Милановцу, резервни пешадијски потпоручник Југословенске војске и припадник Југословенске војске у Отаџбини.

## Биографија
Рођен је 1890. године у Чачку, као син Миладина Страњаковића и Катарине Жутић. Његов рођени брат је био Драгослав Страњаковић, историчар, професор Београдског универзитета, потпредседник Српског културног клуба и члан Централног националног комитета.
Након завршене Богословије, служио је као српски војник у Балканским ратовима (1912−1913) и Првом светском рату (1914−1918), из којих излази са чином резервног пешадијског потпоручника. Служио је као намесник цркве Свете Тројице у Горњем Милановцу. Оженио је Милицу Смиљанић, рођену сестру Момчила Смиљанића, предратног друга капетана Звонимира Вучковића, те са њом имао сина Слободана и кћерку Радмилу.
По капитулацији у Априлском рату, служио је опело поручнику Велибору Бранковићу, који је изнад Горњег Милановца извршио самоубиство у тренутку када су немачки војници дошли да их разоружају и пошаљу у заробљеништво.
Страњаковић је био први свештеник који је дошао код пуковника Драгољуба Михаиловића на Равну гору 1941. године. Био је делегат таковског среза на Светосавском конгресу у селу Ба 1944. године. Син Слободан Страњаковић се као гимназијалац придружио Југословенској равногорској омладини, био уредним омладинског листа и делегат ЈУРАО на Светосавском конгресу у селу Ба 1944. године. Кћерка Радмила је била припадница Женске равногорске организације санитета и убијена је од партизана 1944. године у Горњем Милановцу.
Добривоје Страњаковић је стрељан од нових комунистичких власти 1945. године у Београду.